# Ciorani
Ciorani là một xã thuộc hạt Prahova, România. Dân số thời điểm năm 2002 là 7152 người.